# Gyál
Gyál é uma cidade da Hungria, situada no condado de Peste. Tem 24,93 km² de área e sua população em 2019 foi estimada em 23.628 habitantes.